# Фелип, Уильям, 6-й барон Бардольф
Уильям Фелип (англ. William Phelip; 1383/84 — 6 июня 1441) — английский аристократ, de-jure 6-й барон Бардольф с 1437 года. Кавалер ордена Подвязки. Был выходцем из мелкого рыцарства, сделал карьеру придворного (благодаря покровительству дяди, сэра Томаса Эрпингема) и военного. Участвовал в Столетней войне под командованием короля Генриха V, занимал видное место в окружении его сына, Генриха VI. Женился на наследнице баронов Бардольф, но официально не был признан лордом, хотя в поздние годы именовался именно так.

## Биография
Уильям Фелип был старшим сыном сэра Уильяма Фелипа из Деннингтона в Саффолке и Джулианы Эрпингем. Его отец владел несколькими поместьями, приносившими годовой доход в 25 фунтов. По матери Уильям приходился племянником сэру Томасу Эрпингему — рыцарю, возвысившемуся в начале правления Генриха IV. По-видимому, именно дядя помог Фелипу в конце 1399 года, в возрасте 15 или 16 лет, получить должность в казначействе и опеку над монастырём в Чепстоу. Как минимум до 1406 года Уильям был одним из сквайров короля, всё это время пользуясь монаршими милостями. Так, в 1402 году он получил от Генриха IV двух лошадей, ежегодную пенсию в 10 марок и опеку над поместьем Сперналл в Уорикшире, приносившую ещё 10 марок в год, в 1403 году — 17 фунтов серебром из имущества, конфискованного у Перси, и ещё 20 фунтов пенсии, в 1405 году — корабль с необработанной шерстью стоимостью 10 фунтов. Наиболее значимой для Фелипа оказалась пожизненная должность констебля Нориджского замка, полученная им в 1411 году, приносившая ему 20 фунтов в год и сделавшая его одним из самых влиятельных людей в Норфолке.
Благодаря помощи Эрпингема Фелип заключил в 1408 году очень выгодный для него брак — с Джоан Бардольф, одной из двух дочерей и наследниц Томаса, 5-го барона Бардольфа. Этот лорд, владевший обширными землями в Норфолке, Линкольншире, Саффолке и Суррее, в 1405 году примкнул к мятежу Перси и погиб, а его владения оказались разделены между рядом новых хозяев — королевой, братом короля Томасом Бофортом (впоследствии герцогом Эксетером), сэром Джорджем Данбаром, братом и вдовой барона. Постепенно Фелипу и сестре его жены Энн, супруге сэра Уильяма Клиффорда и Реджинальда Кобема, 3-го барона Кобема из Стерборо, удалось сосредоточить в своих руках всё имущество Бардольфов. К 1430-м годам стало понятно, что у Энн не будет детей и что всё наследство со временем окажется у Фелипов. Уильям умер раньше свояченицы; тем не менее уже на момент смерти он обладал землями в 10 графствах, приносившими 400 фунтов годового дохода.
Возвышение Фелипа продолжилось в правление Генриха V (1413—1422). Младший брат Уильяма Джон был другом нового монарха, который накануне коронации посвятил обоих в рыцари. Старший из братьев получил доходную недвижимость в Лондоне, в 1414 году он как рыцарь представлял Саффолк в двух парламентах, одобривших продолжение войны на континенте. Фелипы были в составе королевской армии, высадившейся в Нормандии в 1415 году. Джон умер от болезни во время осады Арфлёра, а Уильям продолжил поход и принял участие в битве при Азенкуре. По возвращении в Англию Фелип разделил с Эрпингемом и Кэтрин де ла Поль опеку над владениями малолетнего Уильяма де ла Поля, 4-го графа Саффолка.
В 1417 году сэр Уильям снова последовал за Генрихом V на континент. Под его началом был отряд в 85 человек, и накануне похода Фелип был одним из трёх кандидатов в маршалы армии, но эта должность досталась другому. Во время завоевания Нормандии сэр Уильям зарекомендовал себя как доблестный рыцарь; поэтому в ноябре 1418 года, во время осады Руана, он был принят в орден Подвязки. В 1421 году Фелип стал капитаном Арфлёра, а тремя месяцами позже — казначеем королевского двора. В августе 1422 года, когда Генрих V умер, сэр Уильям сопровождал его тело в Англию. В последующие годы Фелип находился на родине. Его положение при малолетнем Генрихе VI оставалось стабильным благодаря хорошим отношениям с рядом вельмож (в первую очередь с герцогом Эксетером) и близости к особе юного монарха. Под опекой сэра Уильяма оставался ряд богатых поместий, а собственные его владения расширились в 1428 году за счёт земель в Норфолке, которые принадлежали умершему бездетным Томасу Эрпингему. В 1430 году Фелип сопровождал Генриха VI на коронацию в Париж, в 1432 году он стал камергером и членом Королевского совета.
По мере того, как король взрослел, сэр Уильям получал от него всё больше пожалований. В январе 1437 года Фелип стал констеблем Уоллингфордского замка (в Оксфордшире) и управляющим рядом королевских поместий в Оксфордшире, Бакингемшире и Беркшире, в мае того же года — управляющим владениями герцогов Ланкастерских к югу от Трента. 11 ноября 1437 года сэр Уильям получил ключевую часть наследства Бардольфов с замком Вормгей, и с этого момента его официально именовали лорд Бардольф. Возможно, Генрих VI намеревался признать за Фелипом баронский титул по праву жены, но не успел это сделать: 6 июня 1441 года сэр Уильям умер. Он был похоронен в Южной часовне церкви Святой Марии в Деннингтоне, Саффолк, где сохранилось его надгробие. Известно, что завещание Фелипа было датировано 1 сентября 1438 года.

## Семья и наследство
В браке Уильяма Фелипа с Джоан Бардольф родилась только одна дочь, Элизабет. Между 1425 и 1436 годами она стала женой Джона Бомонта, 6-го барона Бомонта, а с 1440 года — 1-го виконта Бомонта. Элизабет пережила отца всего на несколько месяцев, так что владения Бомонтов, Бардольфов и Эрпингемов объединились в руках её сына Уильяма.
Вдова Уильяма Фелипа умерла 12 марта 1447 года и была похоронена рядом с мужем.
| \| \| \| \| \| \| \| \| \| \| \| \| \| \| \| \| \| \| \| \| сэр Уильям Фелип \| \| \| \| \| \| \| \| \| \| \| \| \| \| \| \| \| \| \| \| \| \| \| \| \| \| \| \| \| \| \| \| \| \| \| \| \| \| \| \| \| \| \| \| \| \| \| \| \| \| \| \| \| \| Уильям Фелип, 6-й барон Бардольф \| \| \| \| \| \| \| \| \| \| \| \| \| \| \| \| \| \| \| \| \| \| \| \| \| \| \| \| \| \| \| \| \| \| \| \| \| \| \| \| \| \| \| \| \| \| \| \| \| \| \| \| \| \| сэр Роберт Эрпингем \| \| \| \| \| \| \| \| \| \| \| \| \| \| \| \| \| \| \| \| \| \| \| \| \| \| \| \| \| \| \| \| \| \| \| \| \| \| \| \| \| \| \| \| \| \| \| \| \| \| \| \| \| \| Джулиана Эрпингем \| \| \| \| \| \| \| \| \| \| \| \| \| \| \| \| \| \| \| \| \| \| \| \| \| \| \| \| \| \| \| \| \| \| \| \| \| \| \| \| \| \| \| \| \| \| \| \| \| \| \| \| |                                  |  |  |  |  |  |  |  |  |  |  |  |  |  |  |  |
| |                                  |  |  |  |  |  |  |  |  |  |  |  |  |  |  |  |
| | сэр Уильям Фелип                 |  |  |  |  |  |  |  |  |  |  |  |  |  |  |  |
| |                                  |  |  |  |  |  |  |  |  |  |  |  |  |  |  |  |
| |                                  |  |  |  |  |  |  |  |  |  |  |  |  |  |  |  |
| | Уильям Фелип, 6-й барон Бардольф |  |  |  |  |  |  |  |  |  |  |  |  |  |  |  |
| |                                  |  |  |  |  |  |  |  |  |  |  |  |  |  |  |  |
| |                                  |  |  |  |  |  |  |  |  |  |  |  |  |  |  |  |
| | сэр Роберт Эрпингем              |  |  |  |  |  |  |  |  |  |  |  |  |  |  |  |
| |                                  |  |  |  |  |  |  |  |  |  |  |  |  |  |  |  |
| |                                  |  |  |  |  |  |  |  |  |  |  |  |  |  |  |  |
| | Джулиана Эрпингем                |  |  |  |  |  |  |  |  |  |  |  |  |  |  |  |
| |                                  |  |  |  |  |  |  |  |  |  |  |  |  |  |  |  |
| |                                  |  |  |  |  |  |  |  |  |  |  |  |  |  |  |  |